# Koson (Bezirk)
Koson (usbekisch Koson Косон, russisch Касан Kassan) ist ein Bezirk in Usbekistans südlicher Viloyat Qashqadaryo. Hauptort des Bezirks ist Koson.

## Geographie
Der Bezirk umfasst eine Fläche von 1880 km² und liegt im Süden Usbekistans.
Koson ist in eine Stadt (Koson), 14 Siedlungen städtischen Typs und 9 Landgemeinden.
Siedlungen städtischen Typs:
- Boygʻundi
- Boyterak
- Guvalak
- Istiqlol
- Qoʻyi Obron
- Mudin
- Oqtepa
- Obod
- Pudina
- Poʻlati
- Rahimsoʻfi
- Surhon
- Toʻlgʻa
- Esaboy

## Belege
1. 1 2  Klassifikation territorialer Einheiten in der Republik Usbekistan. Abgerufen am 20. September 2023.